# Alfred De Bruyne
Pour les articles homonymes, voir De Bruyne.
Alfred De Bruyne, plus connu comme Fred De Bruyne, est un coureur cycliste belge, né le 21 octobre 1930 à Berlare et mort le 4 février 1994 à Seillans (Var). À la fin de sa carrière cycliste, il est commentateur pour la BRT de 1961 à 1977,,,, puis directeur sportif et manager. Il était parfois surnommé « Monsieur Fred ».

## Biographie
Il a été professionnel de 1953 à 1961 et a remporté 25 victoires dont quatre des cinq Monuments du cyclisme.

## Palmarès
- 1953
  - Tour des Flandres des indépendants
  - 2e étape du Circuit des six provinces
  - Blanden-Gembloux-Blanden
  - 2e de Gand-Wevelgem indépendants
  - 3e du Circuit des six provinces
- 1954
  - Circuit de Flandre orientale
  - 8e, 13e et 22e étapes du Tour de France
  - 2e du Grand Prix de la ville de Vilvorde
  - 2e de Escaut-Dendre-Lys
  - 6e de Paris-Tours
  - 9e du championnat du monde sur route
- 1955
  - 2ea étape d'À travers la Belgique
  - 4e étape du Tour des Provinces du Sud-Est
  - Circuit de Belgique centrale
  - 2e d'À travers la Belgique
  - 2e du Circuit de Flandre orientale
  - 2e de Paris-Tours
  - 2e du Tour de Lombardie
  - 3e du Tour des Provinces du Sud-Est
  - 3e du Grand Prix du Midi libre
  - 10e du Challenge Desgrange-Colombo
- 1956 
  - Challenge Desgrange-Colombo
  - Paris-Nice :
    - Classement général
    - 1re et 4eb (contre-la-montre) étapes

  - Milan-San Remo
  - Liège-Bastogne-Liège
  - 8e, 13e et 22e étapes du Tour de France
  - 2e de Paris-Roubaix
  - 4e de Paris-Tours
  - 5e de Bordeaux-Paris
  - 5e du championnat du monde sur route
  - 9e de Paris-Bruxelles
  - 9e du Tour de Lombardie
- 1957
  - Challenge Desgrange-Colombo
  - Sassari-Cagliari
  - Tour des Flandres
  - Paris-Roubaix
  - 8eb étape de Rome-Naples-Rome
  - Paris-Tours
  - 2e de Milan-San Remo
  - 2e de Milan-Turin
  - 4e de Paris-Bruxelles
  - 5e du championnat du monde sur route
- 1958
  - Challenge Desgrange-Colombo
  - Classement général de Paris-Nice
  - Week-end ardennais :
    - Classement général
    - Liège-Bastogne-Liège

  - 1reb étape du Tour du Latium (contre-la-montre par équipes)
  - 2e du Circuit du Limbourg
  - 2e de Paris-Tours
  - 3e de Gand-Wevelgem
  - 4e de Paris-Bruxelles
  - 4e de la Flèche wallonne
  - 6e de Milan-San Remo
  - 6e de Paris-Roubaix
  - 10e du Tour des Flandres
- 1959
  - Liège-Bastogne-Liège
  - 2e du Het Volk
  - 3e du Week-end ardennais
  - 3e du Challenge Laurens
  - 5e de Bordeaux-Paris
  - 6e de Paris-Roubaix
  - 6e de Paris-Bruxelles
- 1961
  - Kuurne-Bruxelles-Kuurne

## Résultats sur les grands tours

### Tour de France
6 participations.
- 1953 : 52e du classement général.
- 1954 : 36e du classement général, vainqueur des 8e, 13e et 22e étapes.
- 1955 : 17e du classement général.
- 1956 : 20e du classement général, vainqueur des 2e, 6e et 10e étapes.
- 1957 : abandon lors de la 10e étape.
- 1959 : 31e du classement général.

### Tour d'Italie
1 participation.
- 1958 : 16e du classement général.

### Tour d'Espagne
Aucune participation.